# 阿尔特姆 (控股公司)
国家股份控股公司阿尔特姆（羅馬化：Derzhavna aktsionerna kholdynhova kompaniya Artem, DAKhK Artem）是一家乌克兰国有公司，生产反坦克导弹、空对空导弹、机载制导武器，机载制导武器的培训和维护的自动化设施以及航空飞行器装备和设施。
俄罗斯入侵乌克兰后，大部分产能从基辅转移到其他地点，一小部分员工仍留在主楼工作。俄罗斯入侵后，工厂多次遭到炮击。2023年12月29日俄军导弹袭击乌克兰期间，一枚巡航导弹击中了工厂，2024年7月8日俄军导弹袭击乌克兰期间，有多枚巡航导弹击中了工厂。

## 引文
1. ↑  . Vkursi.   [2024-10-14]. （原始内容存档于2024-05-31） （乌克兰语）.
2. ↑  Mansur Mirovalev. . 半岛电视台.   [2024-07-10]. （原始内容存档于2024-07-11） （英语）.
3. ↑  . nytimes.com. The New York Times. 2023-12-29  [2024-01-04]. （原始内容存档于2024-01-02） （英语）.